# (8144) Hiragagennai
(8144) Hiragagennai – planetoida z pasa głównego asteroid okrążająca Słońce w ciągu 5 lat i 6 dni w średniej odległości 2,93 au. Została odkryta 14 listopada 1982 roku. Przed nadaniem nazwy planetoida nosiła oznaczenie tymczasowe (8144) 1982 VY2.